# Johann Friedrich (Württemberg)

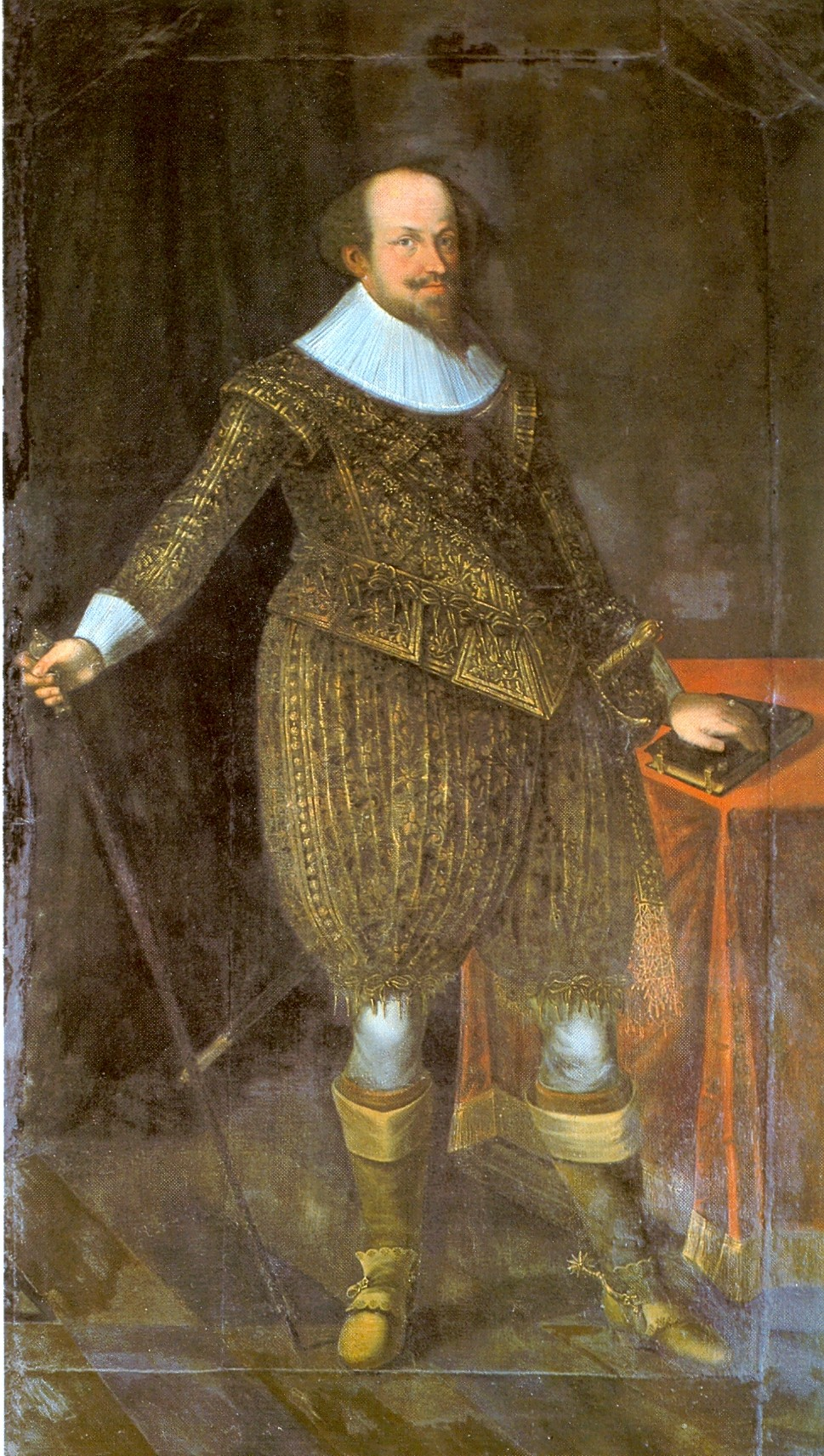
Johann Friedrich von Württemberg

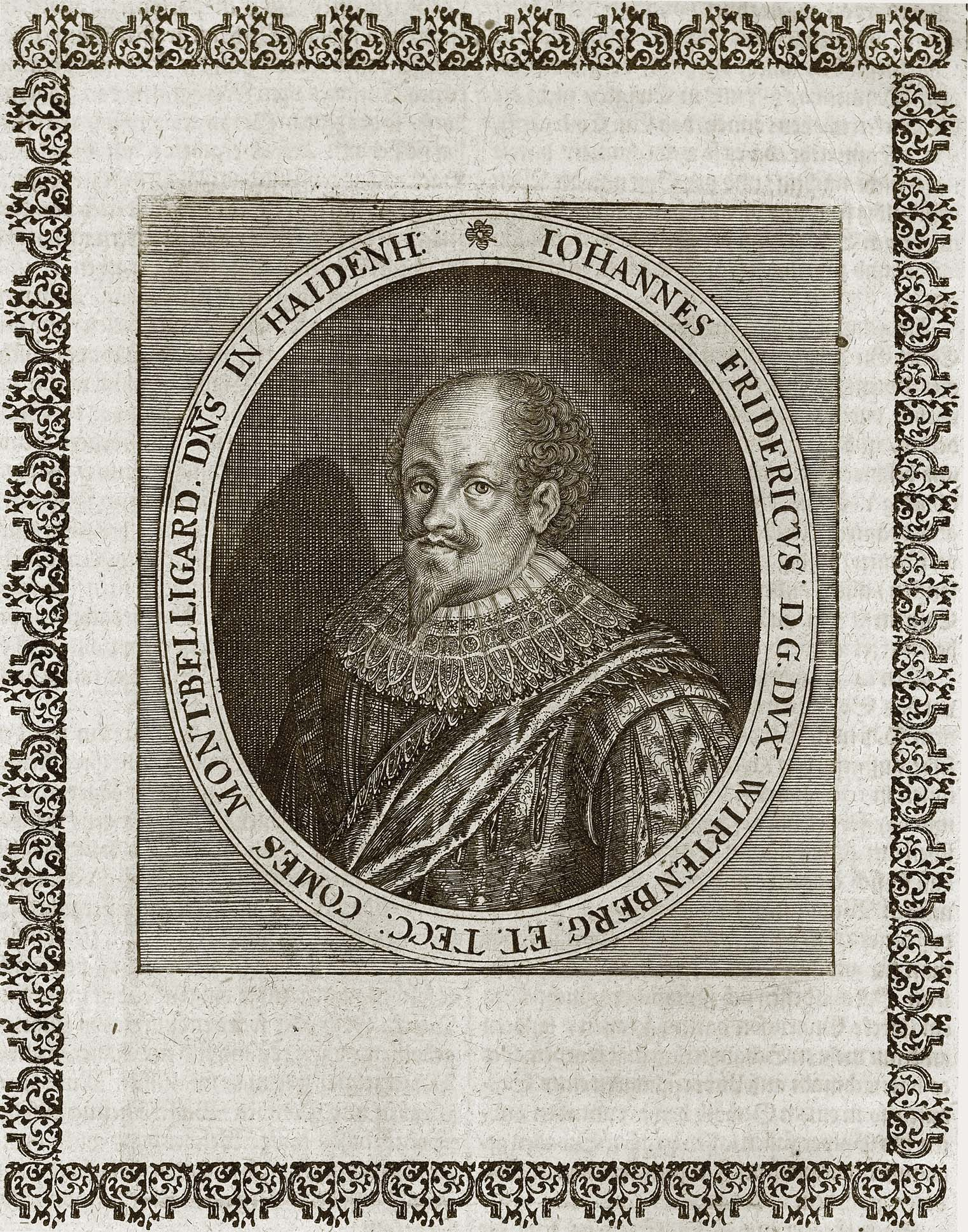
Kupferstich mit dem Porträt Johann Friedrichs aus dem Werk Theatrum Europaeum von 1662

Johann Friedrich von Württemberg (* 5. Mai 1582 in Mömpelgard; † 18. Julijul. / 28. Juli 1628greg. in Stuttgart) war vom 29. Januarjul. / 8. Februar 1608greg. bis zu seinem Tod der siebte regierende Herzog von Württemberg.

## Herkunft
Herzog Johann Friedrich kam als erstes Kind von Friedrich I. und Sibylla von Württemberg im Schloss zu Mömpelgard zur Welt. Im Alter von vier Jahren zog seine Familie mit ihm in die Residenz Stuttgart.

## Leben
Herzog Johann Friedrich trat die Regierung in einer Zeit an, in der sich die Konflikte zwischen den konfessionellen Lagern im Deutschen Reich steigerten. Im Jahr 1608 schlossen sich zahlreiche protestantische Reichsstände zur „Union“ zusammen. Als einer der angesehensten protestantischen Fürsten versuchte Herzog Johann Friedrich, durch einen konzilianten Kurs den großen Religionskrieg zu vermeiden, den viele seiner Zeitgenossen für unvermeidlich hielten. Zwar suchte er Unterstützung bei den europäischen Gegnern des katholischen habsburgischen Kaisers, bei Frankreich, England und den niederländischen Generalstaaten, um für eine militärische Auseinandersetzung gerüstet zu sein. Aber er versuchte mit allen ihm zur Verfügung stehenden Mitteln, den großen Krieg abzuwenden. Auf einem sogenannten „Kompositionstag“ verhandelten konzessionsbereite Repräsentanten der beiden konfessionellen Parteien über die Streitpunkte. Es gelang jedoch nicht, den Krieg zu verhindern.
Die Außenpolitik bestimmte die Regierungstätigkeit des Herzogs, der sehr auf seine Berater hörte. Er stellte die Verfassung des Landes, welche sein Vater geändert hatte, wieder her. Die Räte des im Jahr 1593 verstorbenen Herzogs Ludwig, welche Friedrich I. beseitigt hatte, berief Herzog Johann Friedrich wieder. Dann ließ er Herzog Friedrichs mächtigen Kanzler Enzlin wegen Veruntreuung und Erpressung zu lebenslanger Festungshaft verurteilen. Enzlin wurde später wegen hochverräterischer Umtriebe unter der Folter verhört und 1613 auf dem Marktplatz in Urach hingerichtet.

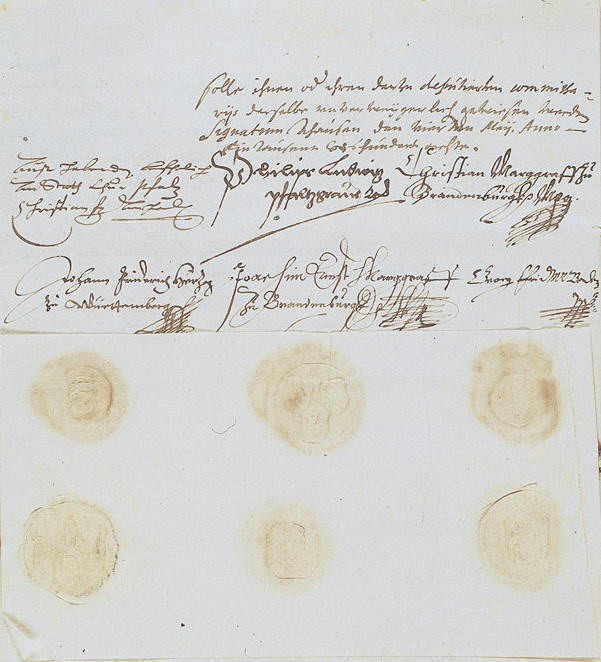
Gründungsurkunde der Protestantischen Union in Auhausen an der Wörnitz am 14. Mai 1608 (heute im Bayerischen Staatsarchiv): Johann Friedrich, Herzog zu Württemberg (in der Mitte links)

Nach dem Ausbruch des Dreißigjährigen Krieges unterstützte Herzog Johann Friedrich zunächst den von den protestantischen Ständen in Böhmen gewählten König Friedrich von der Pfalz. Denn seine Besitzungen im Bottwartal, die Burg Lichtenberg, das Kloster Oberstenfeld, die Orte Beilstein und Großbottwar waren Lehen des Königs von Böhmen. Da aber die Gegner Habsburgs sich nicht in Westeuropa engagierten, gab Württemberg die Ambitionen des böhmischen Königs Friedrich verloren und stellte seine Unterstützung für ihn ein. Kaiser Ferdinand II. errang nach der siegreichen Schlacht am Weißen Berge gegen Friedrich und die Böhmen eine dominierende Position im Deutschen Reich.
Als erster regierender Herzog hatte Johann Friedrich mehrere Brüder. Im fürstbrüderlichen Vergleich vom 28. Maijul. / 7. Juni 1617greg. überließ er dem  ältesten seiner jüngeren Brüder, Ludwig Friedrich, die zum Herzogtum Württemberg gehörige, aber rechtlich unabhängige Grafschaft Mömpelgard mitsamt den elsässischen Herrschaften Reichenweier und Horburg. Der jüngere Bruder Julius Friedrich erhielt die erst kurz zuvor erworbenen Besitzungen Brenz und Weiltingen, wodurch die zwei Nebenlinien Württemberg-Mömpelgard (erloschen 1723) und Württemberg-Weiltingen (erloschen 1792) entstanden. Außerdem erhielten die Brüder Friedrich Achilles und Magnus die Schlösser Neuenstadt bzw. Neuenbürg. Da die beiden letzteren unverheiratet starben, fielen ihre Besitzungen schnell wieder an die Hauptlinie zurück.
Am 26. April 1622 schlug der bayrische Feldherr Graf von Tilly in der Schlacht bei Wimpfen Markgraf Georg Friedrich von Baden. In dieser Schlacht erlitt der jüngste Bruder des Herzogs, Magnus, Verwundungen, an denen er starb. Obwohl Herzog Johann Friedrich einen Neutralitätsvertrag mit dem Kaiser geschlossen hatte, zogen die siegreichen kaiserlichen Truppen durch die nordwestlichen Teile des Herzogtums Württemberg. Auch in den folgenden Jahren lasteten Durchzüge und Einquartierungen wiederholt schwer auf dem Gebiet.

## Familie
Am 5. November 1609 heiratete er Barbara Sophia von Brandenburg (1584–1636), Tochter des Kurfürsten Joachim Friedrich von Brandenburg. Anlässlich dieser Hochzeit ließ er das Schloss Urach in Urach umbauen, das heute mit dem Goldenen Saal einen der schönsten Festsäle der Renaissance in Deutschland zählt.
Aus dieser Ehe gingen die folgenden Kinder hervor:
1. Henriette (* 12. Dezember 1610; † 18. Februar 1623)
2. Friedrich (* 15. März 1612; † 12. Juni 1612)
3. Antonia (* 24. März 1613; † 1. Oktober 1679)
4. Eberhard III. (* 16. Dezember 1614; † 2. Juli 1674), Herzog von Württemberg
5. Friedrich (* 19. Dezember 1615; † 24. März 1682), Herzog von Württemberg-Neuenstadt
6. Ulrich (* 15. Mai 1617; † 5. Dezember 1671), Herzog von Württemberg-Neuenbürg
7. Anna Johanna (* 13. März 1619; † 5. März 1679)
8. Sibylle (* 4. Dezember 1620; † 21. Mai 1707)
9. Eberthal (* 4. September 1623; † 9. Januar 1624)